# Cabramurra
Cabramurra ist mit 1488 Metern über Meereshöhe einer der am höchsten gelegenen Orte auf dem australischen Kontinent. Der Ort liegt im Westen der Snowy Mountains in der Great Dividing Range von New South Wales. Der Name Cabramurra könnte aus der Sprache der Wiradjuri mit gambirra marra stammen, was „crooked hand“ (gekrümmte Hand) bedeutet. Canberra ist 223 km und Cooma 109 Kilometer entfernt.

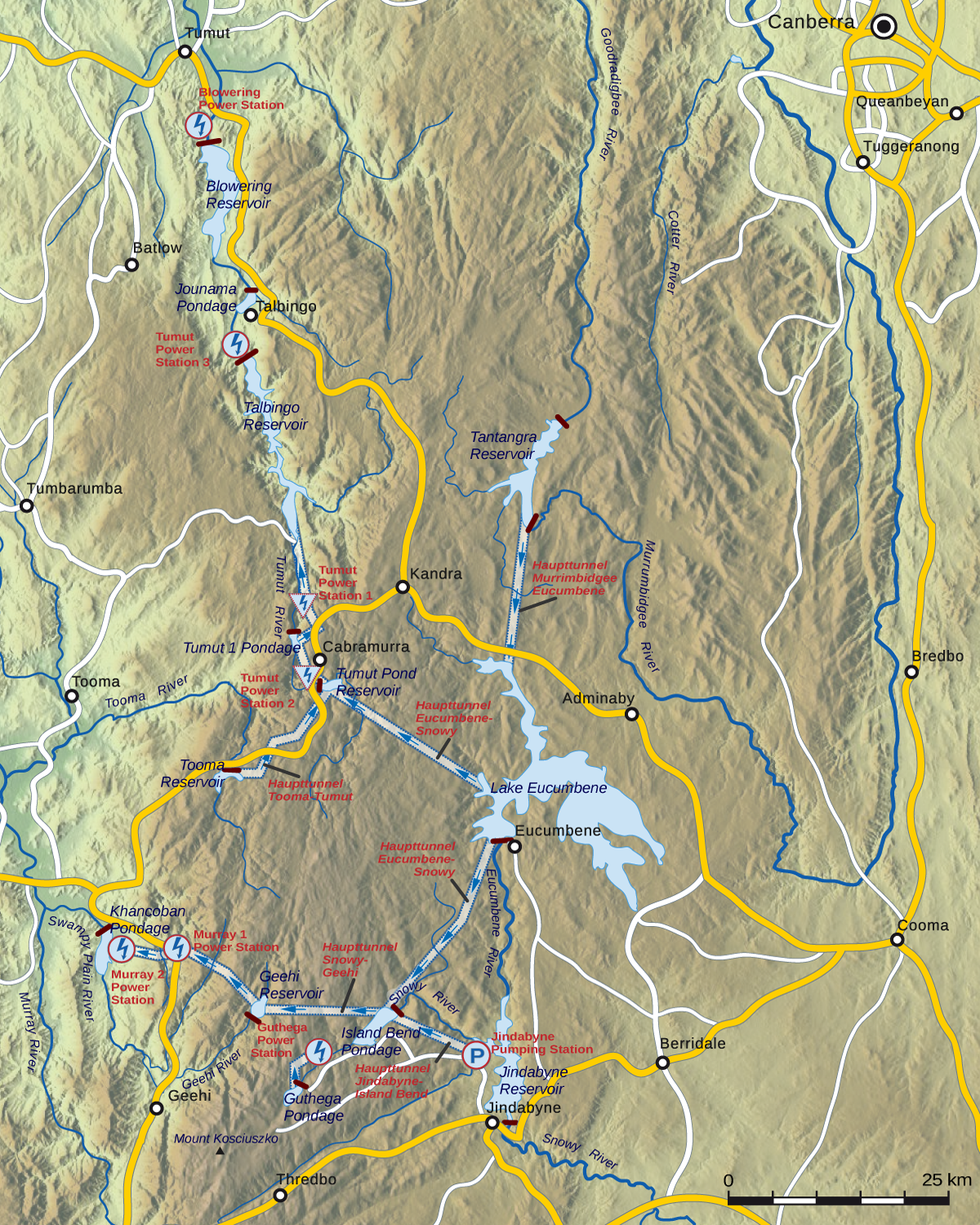
Lageplan des Synowy-Mountains-System mit Cabramurra

Der Ort, der innerhalb des Kosciuszko-Nationalparks liegt, wurde 1954 im Rahmen des Snowy-Mountains-Systems, einer der größten Stauanlagen der Erde, für die Arbeiter gegründet. Er wurde zunächst Ghent's Camp genannt, das im Jahr 1951 zum Bau von zwei Wasserwerken und des Tumut Pondage Dam aufgebaut wurde.
Das Camp wurde von der Snowy Hydro, der Eigentümerin des Snowy-Mountains-Systems, zur Ortschaft ausgebaut. Heute hat der Ort ein Gemischtwarengeschäft, eine Tankstelle, eine Grundschule, eine Gaststätte mit Swimmingpool, eine Skipiste und einen Tennisplatz. Touristen finden in dem Ort keine Übernachtungsmöglichkeit, es kann lediglich in dem im Gemischtwarengeschäft befindlichen Restaurant gegessen werden. Die nächstgelegenen kleineren Orte sind Adaminaby und Tumut.
Der historische Goldgräberort Kiandra, der im Norden des Snowy Mountains Highway liegt, und das Skigebiet Selwyn Snowfields liegen in der näheren Umgebung. Im Winter kann in Cabramurra Schnee drei bis vier Monate lang liegen, deshalb wurde beim Bau auf eine besondere Neigung der Hausdächer geachtet, die den Häusern ein besonderes Gepräge geben. Die Skipiste von Cabramurra wurde zur ersten beleuchteten Nacht-Skilaufpiste Australiens ausgebaut.
Von Cabramurra aus ist der Tumut Ponds Dam über die Khancoban Road erreichbar. Der Weg dorthin führt durch verbrannte Wälder, die im Wesentlichen aus Baumstümpfen bestehen.